# Marta Lasalas
Marta Lasalas és una periodista catalana especialitzada en política de Catalunya. Entre els anys 1989 i 2011 va treballar com a especialista en política al diari Avui. També ha col·laborat amb diversos mitjans, programes de ràdio i televisió. Ha participat en tertúlies com la de La nit a RAC1, entre d'altres. Actualment treballa a El Nacional com a cap de la secció de política. Està casada amb l'exdirector de La Vanguardia, José Antich.